# 馬拉威簽證政策
外國公民入境 马拉维前必須從馬拉威使領館處取得签证，除享有豁免簽證資格的國家的公民外。

## 分布地圖

马拉维签证政策
马拉维
免签证
落地签证或电子签证
电子签证

## 免簽證
以下国家和地区的公民无需签证即可访问马拉维最多90天:
| - 安地卡及巴布達 - 巴哈马 - 多米尼克 - 斐济 - 格瑞那達 - 香港 (30天) | - 以色列 - 牙买加 - 基里巴斯 - 賴索托 - 马来西亚 - 模里西斯 - 莫桑比克 - 纳米比亚 - 瑙鲁 - 圣基茨和尼维斯 | - 圣卢西亚 - 萨摩亚 - 塞舌尔 - 南非 - 坦桑尼亚 - 千里達及托巴哥 - 乌干达 - 尚比亞 - 辛巴威 |

此外，2024 年2月7日，马拉维政府免除了以下国家公民的要求，以促进旅游业发展:
| - 比利时 - 加拿大 - 中华人民共和国 - 賽普勒斯 - 芬兰 - 法國 | - 德国 - 愛爾蘭 - 義大利 - 馬爾地夫 - 馬爾他 - 荷蘭 | - 新西兰 - 挪威 - 波蘭 - 葡萄牙 - 俄羅斯 - 新加坡 | - 所罗门群岛 - 斯里蘭卡 - 瑞典 - 英国 - 美国 |

| Date of visa changes                                |                                               |
| --------------------------------------------------- | --------------------------------------------- |
| 此 列表不完整 ，欢迎您 扩充内容 。 ( 2017年6月1日 ) |                                               |
|                                                     | 此列表不完整，欢迎您扩充内容。 (2017年6月1日) |

此外，联合国、非洲联盟、非洲開發銀行、國際東部和南部非洲赤蝗防治組織（International Red Locust Control Organization for Central and Southern Africa）和優惠貿易區（Preferential Trade Area）的通行證持有者亦享有免簽證權利。

## 落地签

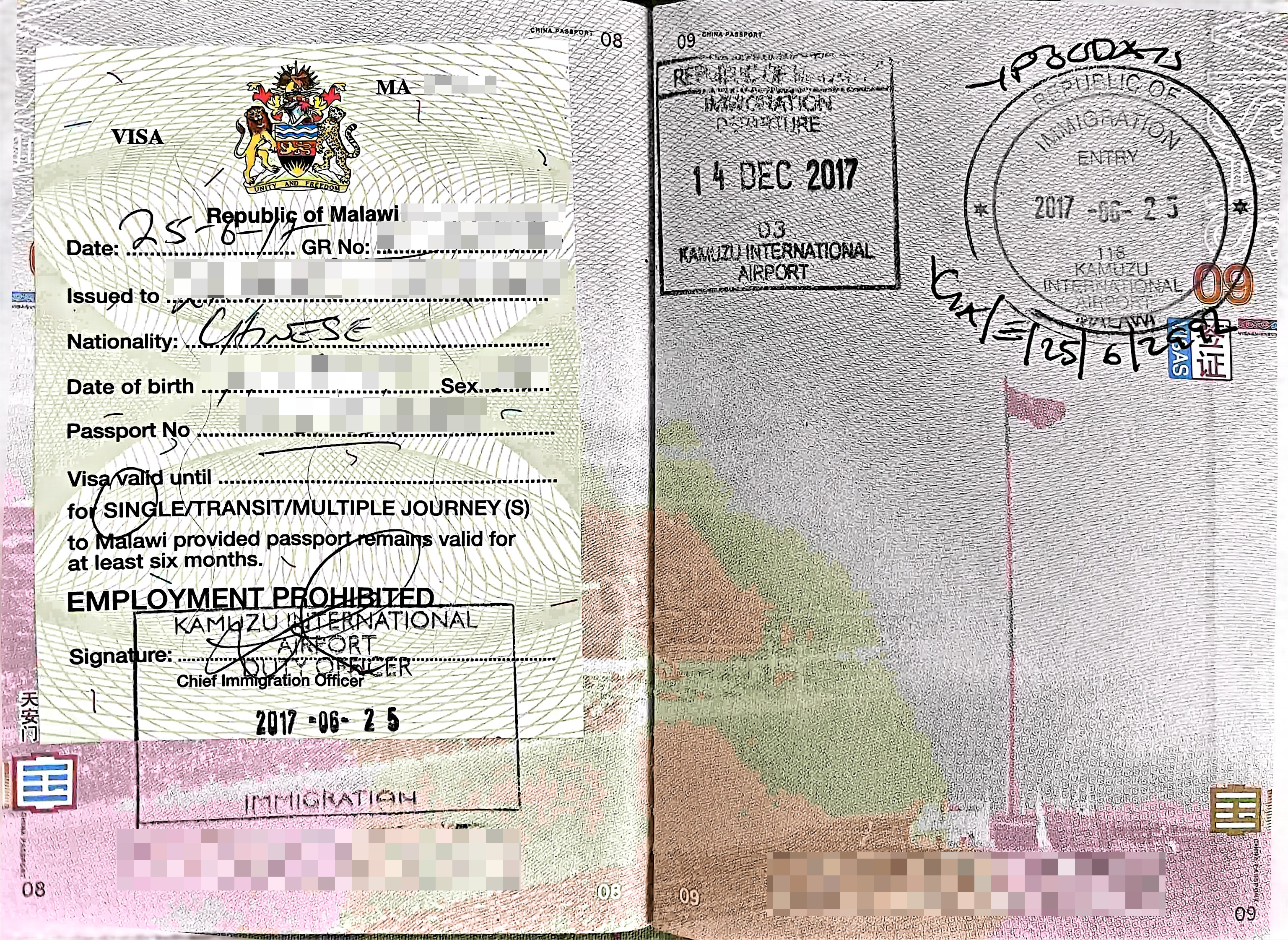
2017年簽發給中國公民的馬拉威簽證

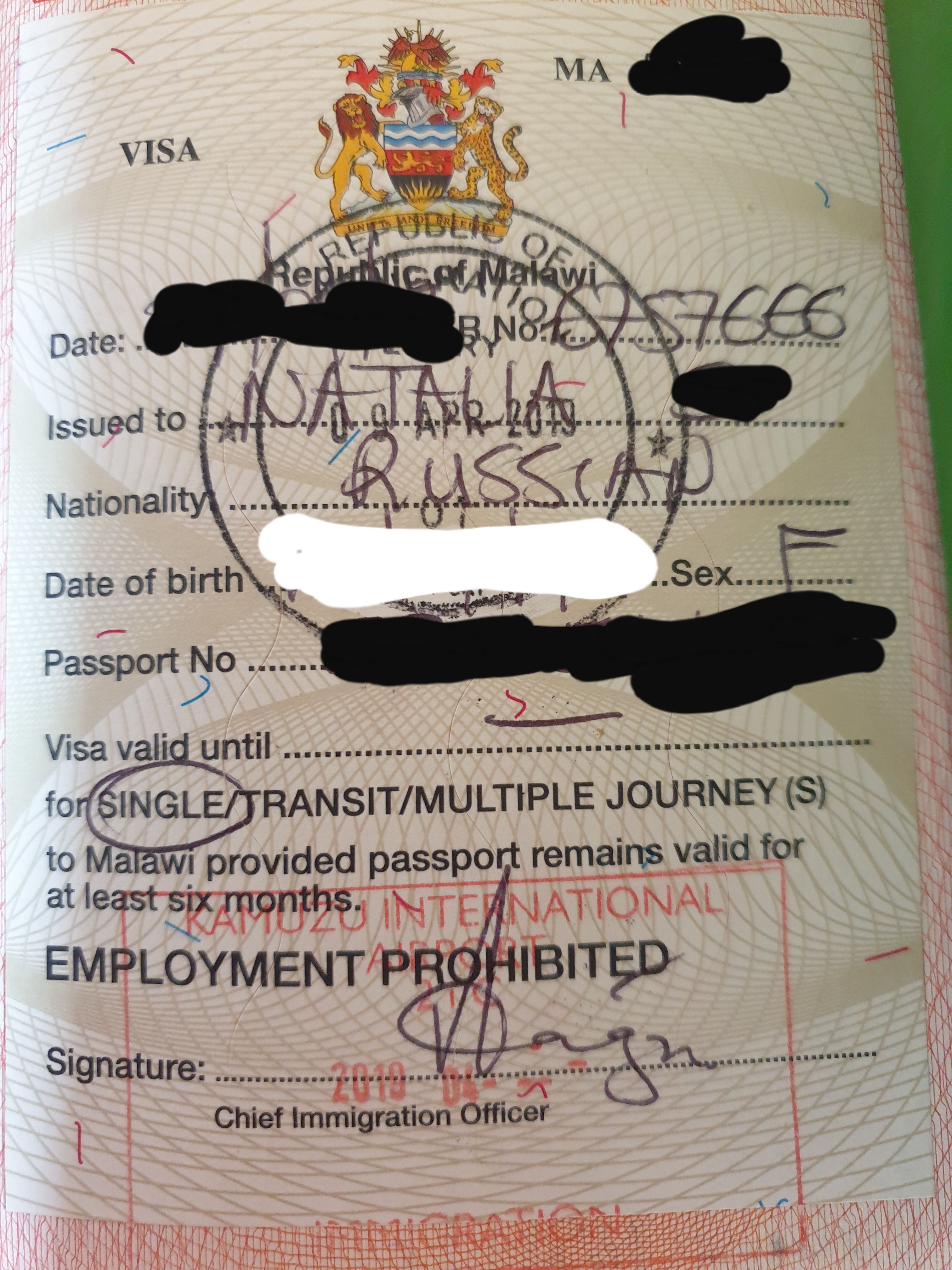
2010年簽發給俄羅斯公民的馬拉威簽證

某些国家的国民可在抵达马拉维时获得落地签。符合条件的国家名单信息不统一。根据访问目的，有资格申请有效签证的访客可在入境口岸获得旅行许可（VP）或商务访问（BV）签证，有效期为30天，最长可延长至90天。
根据移民局发布的文件，除以下53个国家，所有非免签国家的公民可在抵达时获得落地签：
| - 阿富汗 - 阿尔及利亚 - 安哥拉 - 布吉納法索 - 喀麦隆 - 中非 - 中國* - 哥伦比亚* - 刚果民主共和国 - 古巴 - 埃及 - 衣索比亞 - 印度 - 伊朗 - 伊拉克 - 黎巴嫩 - 利比里亚 - 利比亞 - 毛里塔尼亚 | - 摩洛哥 - 尼日尔 - 尼泊尔 - 奈及利亞 - 阿曼 - 巴基斯坦 - 巴勒斯坦 - 俄羅斯 - 卢旺达 - 塞内加尔 - 塞爾維亞* - 南蘇丹 - 斯里蘭卡 - 苏丹 - 叙利亚 - 多哥 - 突尼西亞 - 土耳其 - 乌克兰 - 阿联酋* - 葉門 |  |

* –这些国家同时处于落地签国家和需要签证国家列表中
国际航空运输协会发布的信息与移民局发布的列表有所不同。根据IATA信息， 中國和 塞爾維亞公民有资格在抵达马拉维时获得落地签。

## 电子签
马拉维计划在2019年推出电子签系统。

## 免簽證過境
多數國家公民只要持有下一程機票，且在馬拉威境內停留時間不超過24小時，即可免簽證過境。但下列國家公民不享有過境免簽優惠：
| - 阿尔巴尼亚 - 阿尔及利亚 - 亞美尼亞 - 巴林 - 白俄羅斯 - 保加利亚 - 中华人民共和国 - 古巴 - 捷克 - 埃及 - 匈牙利 - 伊拉克 - 约旦 - 科威特 - 黎巴嫩 - 利比亞 - 摩尔多瓦 | - 蒙古国 - 蒙特內哥羅 - 摩納哥 - 阿曼 - 波蘭 - 北馬其頓 - 羅馬尼亞 - 俄羅斯 - 沙烏地阿拉伯 - 塞爾維亞 - 斯洛伐克 - 斯洛維尼亞 - 苏丹 - 叙利亚 - 乌克兰 - 阿联酋 - 越南 - 葉門 |